# عداد الدورات

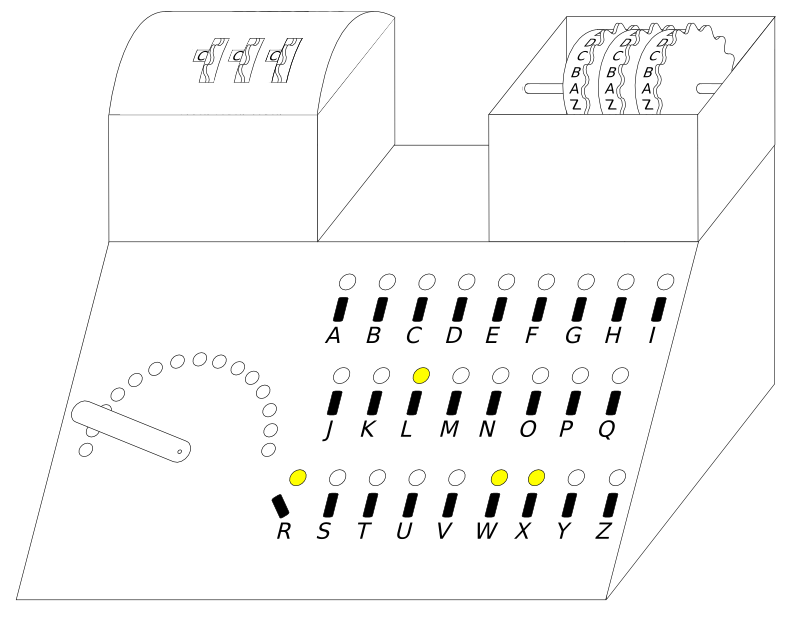
جهاز عدد الدورات (1936).

عداد الدورات (بالإنجليزية: Cyclometer)‏ هو آلة لاستخراج المعمى استخدمت في نهاية عام 1936 من قبل ماريان رييفيسكي في القسم الالماني من مكتب التعميةالبولندي من أجل استخراج معمى آلة إنجما الألمانية. استخدم عدد الدورات من أجل تحضير جدول بطول وعدد الدورات من أجل 17.576 وضعية مختلفة للدوارات مرتبة بتسلسل معين، وحيث أن هناك 6 ترتيبات مختلفة، ينتج 105.456 سطر في الجدول. ذكر ريجفسكي أن تحضير هذه القائمة «كان عملاً متعباً واستغرق أكثر من عام، ولكنها عندما أصبحت جاهزة، أصبح من الممكن الحصول على مفاتيح يومية خلال 15 دقيقة تقريباً».
إلا أنه في 1 نوفمبر 1937 غير الألمان ترتيب الدوارات أو العاكس، مما اضطر مكتب التشفير ليبدأ بالعمل من جديد لاستصدار قائمة جديدة، وهنا علق ريجفسكي «استغرقت هذه المهمة بالاعتماد على خبرتنا الكبيرة أقل من عام بقليل من الوقت». بعدها في 15 سبتمبر 1938، قام الألمان بتغيير طريقة تعمية الرسائل، وبهذا أصبحت طريقة قائمة الكروت عديمة النفع. هذا دفع إلى اختراع بومبا.